# Ulrich von Sax
Ulrich VII. von Sax (auch von Hohensax) (* ca. 1463; † 23. August 1538 in Bürglen TG) war ein Schweizer Diplomat, Söldnerführer, und ein gefürchteter Kriegsherr, der sich als Offizier eidgenössischer Truppen im Solde von europäischen Herrschaftshäusern an Kriegsgeschehen beteiligte.

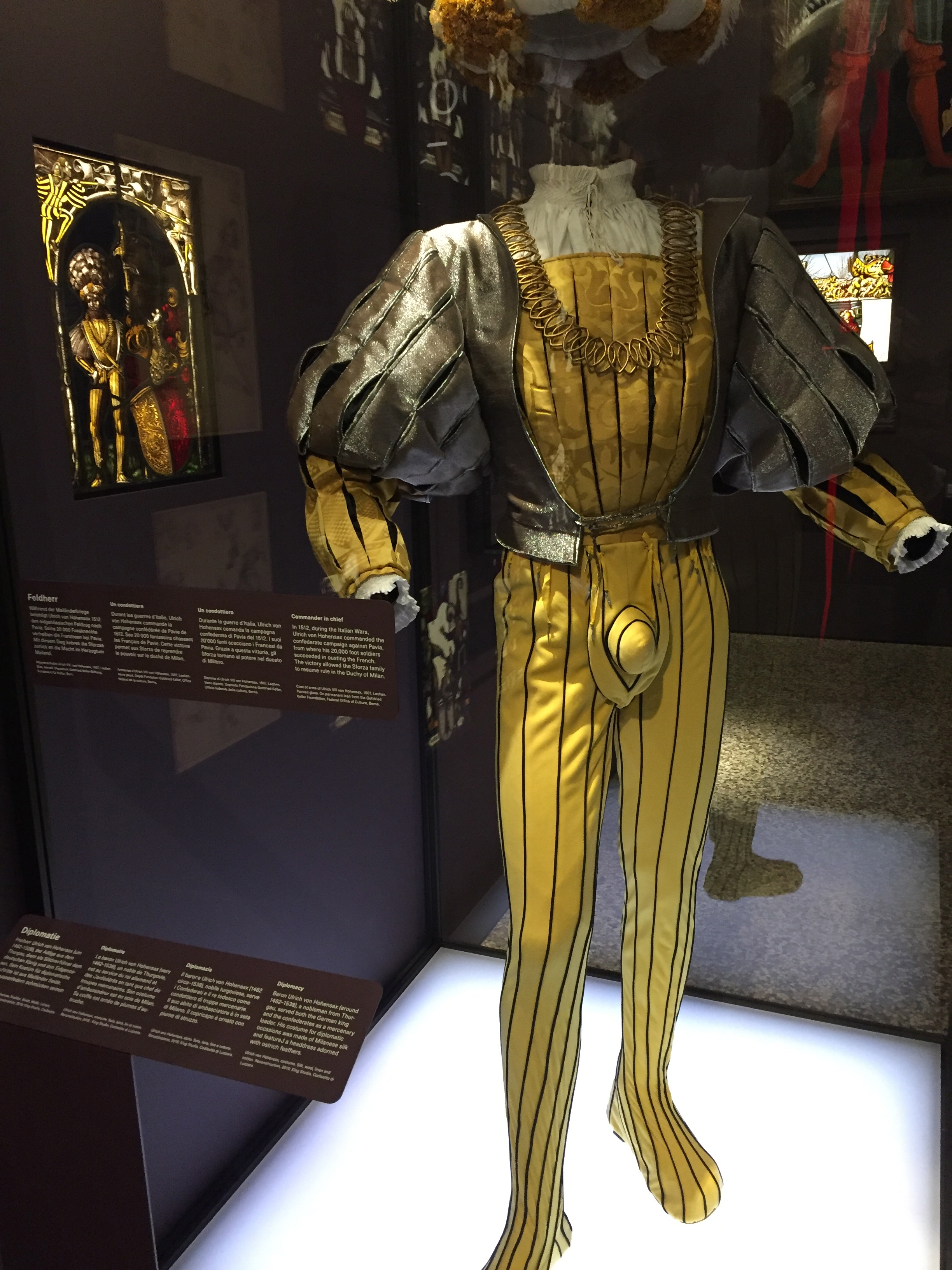
Ulrich VII. von Sax Kostüm Schweizerisches Nationalmuseum, Zürich

## Leben

### Familie
Als Sohn des Albrecht von Sax und der Ursula Mötteli wurde Ulrich VII. von Sax in die damalige Führungsschicht der Ostschweiz hineingeboren. Er war Besitzer der Herrschaften Sax-Forsteck im Rheintal (die später an die Stadt Zürich überging) sowie Bürglen im Thurgau. Er war zweimal verheiratet, zuerst mit Agnes von Lupfen und dann mit Helena von Schwarzenberg (Tochter des Freiherrn Johann von Schwarzenberg). 1529 trat er mit seinen Herrschaften zum reformierten Glauben über, jedoch bereits 1531 kehrte er unter dem Druck Frankreichs zur katholischen Kirche zurück.

### Militärische Laufbahn
1476–77 nahm er unter der Führung von Hans Waldmann an den Burgunderkriegen teil. 1485 war er am Möttelihandel zugunsten seines Onkels beteiligt. 1486 wurde er Bürger der Stadt Zürich. Von 1487 bis 1497 trat er im Dienst der Habsburger als Söldnerführer auf und kassierte dafür Pensionsgelder. Beim Schwabenkrieg von 1499 schlug er sich auf die eidgenössische Seite, auf der er an der Schlacht bei Frastanz teilnahm. 1501–1503 sowie 1508–1509 war er wieder als Söldnerwerber zugunsten der Habsburger tätig, allerdings nicht immer mit dem Einverständnis aller eidgenössischer Stände. Im Pavierzug 1512 wirkte er als Befehlshaber einzelner eidgenössischer Söldnerabteilungen, und ab 1516 stand er in Diensten des Franz I. König der Frankreich.

### Diplomatische Laufbahn
Ab 1501 war Ulrich VII. von Sax kaiserlicher Gesandter bei den Eidgenossen. 1503 vertrat er die Eidgenossen im Frieden von Arona gegenüber dem König von Frankreich. Dadurch wurden das Bleniotal, die Riviera sowie  Bellinzona definitiv eidgenössisch. Das damalige Untertanengebiet im Tessin wurde dank ihm eidgenössisch verwaltet. 1511 war er die treibende Kraft für eine erneuerte Einung mit Habsburg. 1521 schlichtete er einen Streit unter den Eidgenossen, bei dem es um die Verwaltung und den Einfluss auf die Gebiete in Mendrisio und Balerna ging.